# Horne (Hjørring)
Horne is een plaats in de Deense regio Noord-Jutland, gemeente Hjørring. De plaats telt 774 inwoners (2008).